# Lubieszów (województwo opolskie)
Lubieszów (dodatkowa nazwa w j. niem. Libischau, 1936–45 Liebenbach) – wieś w Polsce położona w województwie opolskim, w powiecie kędzierzyńsko-kozielskim, w gminie Bierawa.
W latach 1975–1998 miejscowość administracyjnie należała do ówczesnego województwa opolskiego.

## Historia
Od końca XVIII w. wieś posiadała własną pieczęć gminną, na której wizerunku widniały dwa drzewa, a na nich trzy ptaki.

## Zabytki
- zabytkowa kapliczka z XIX w.

## Komunikacja

### Układ drogowy
Przez Lubieszów przechodzi ważna droga wojewódzka:
425.

### PKS
Przedsiębiorstwo Komunikacji Samochodowej S.A. posiada w Lubieszowie zlokalizowane 3 przystanki.